# Kustaa Karjalainen
Kustaa Fredrik Karjalainen (Kajaani, 1871. augusztus 21. – Loviisa, 1919. szeptember 5.) finn nyelvész, finnugrista, a hanti nyelv kutatója, a helsinki egyetem docense.  Egyike volt azoknak a tudósoknak, akik hazájuktól távoli vidékeken gyűjtöttek és mentettek meg nagyon sok anyagot a tudomány számára.

## Élete és munkássága
Egy északkeleti kis finn városban született. Apja fűrészmalomban dolgozott, anyját korán elvesztette. A fiú tudásvágyára korán felfigyeltek, és mecénások gondoskodtak iskoláztatásáról. Évei így is nélkülözésben teltek. Már kezdő egyetemi hallgató korában a karjalai nyelvjárás szótárának elkészítésével bízták meg. Közben történelemmel, etnológiával is foglalkozott, majd a keleti ugor népek, főként a hantik (akkori elterjedt nevükön osztjákok) és az addig nagyon hiányosan ismert hanti nyelv tanulmányozására határozta el magát. Így érte el, hogy a Finnugor Társaság több évi tanulmányútra küldte a hantik (osztjákok) közé.
1898-ban alapos felkészültséggel indult szibériai útjára és több mint négy évet töltött az Ob és az Irtis vidékén. A hantik hatalmas területen szétszórva élnek, ezért nyelvük igen sok tájszólásra oszlik. Szinte mindegyik falu nyelvének megvannak (vagy akkor megvoltak) a többiekétől eltérő sajátosságai. Karjalainennek tehát nagyon sok helyet kellett fölkeresnie, hogy legalább megközelítőleg teljes képet kapjon a hanti nyelvről. Hatalmas nyelvi és néprajzi anyagot gyűjtött, figyelme a nép életviszonyaira és gondolatvilágára is kiterjedt, és ezekről igen érdekes leírásokat közölt (Ostjakkeja oppimassa, SUS. Aik. XVII. és köv.).
Két évvel hazatérte után, 1904-ben jelent meg egyik fő munkája: Zur ostjakischen Lautgeschichte. I. Über den Vokalismus der ersten Silbe (= SUS. Toim. XXIII). Ebben a mai nyelvjárásokból kiindulva igyekezett eljutni az ős-osztják magánhangzórendszerhez. A munka fő része a magánhangzóknak minőség szerinti tárgyalása; a kisebb fejezetek a magánhangzók időtartamáról, az ős-osztják magánhangzókról, az osztják nyelv hangsúlyozásáról szólnak, és a munkát rövid áttekintés fejezi be. Vizsgálódásainak fő eredményei helytállóak, és a munka gazdag tárháza a gondosan lejegyzett osztják nyelvi adatoknak.
Szibériából megrendült egészséggel tért haza. Hogy a hantikéval rokon magyar nyelvet is megtanulja, 1906-ban huzamosabb időt töltött Magyarországon,  majd otthon könyvtáros lett. Érezte, hogy összes anyagát nem dolgozhatja fel, így elkészítette nagy művét az ugorok hitéletéről (Jugralaisten uskonto,  1918). Alig készült el vele, viszonylag fiatalon elhunyt. Nagy részvét mellett temették el 1919-ben.

## Munkái
- Ostjakkeja oppimassa (1899–1902)
- Zur ostjakischen Lautgeschichte (1904)
- Wie Ego im Ostjakischen die Verwandten benennt (1913). Ez a munka a hantik gazdag rokonsági terminológiáját tárgyalja.
- Beiträge zur Geschichte der finnischugrischen dentalen Nasale (1914)
- Jugralaisten uskonto (1918). Az ugor népek (a hantik és manysik) és részben a komik és udmurtok hitvilágáról szóló hatalmas mű később németül is megjelent három kötetben (1921, 1922, 1927); a német nyelvű kiadás költségeit a finn állami pénzalap fedezte.
- Siperian matkoilta, 100 kirjettä morsiamelle (kiadatta Kaarle Krohn, 1921)
- Ostjakisches Wörterbuch (szerk. Y. H. Toivonen, 1948).